# Meggerdorf
Meggerdorf (tiếng Đan Mạch: Meggertorp) là một đô thị thuộc huyện Schleswig-Flensburg, trong bang Schleswig-Holstein, nước Đức. Đô thị Meggerdorf có diện tích 24,11 km², dân số thời điểm 31 tháng 12 năm 2006 là 693 người.